# Adderstone Hall
Adderstone Hall é um palácio rural inglês em estilo georgiano, situado nas margens do Rio Warn, próximo de Lucker, no Northumberland. É um listed building classificado com o Grau II*. Permanece como propriedade privada e os seus actuais proprietários operam um parque de férias a partir do seu edifício.
Adderstone foi detido pela família Forster, Governadores do Bamburgh Castle, desde o século XII. Em 1415 existia uma torre no local onde se ergue o actual palácio, da qual não restam quaisquer vestígios. Thomas Forster (1659-1725), Alto Sheriff do Northumberland, construíu um novo solar no início do século XVIII. Os Forsters viveram na propriedade por mais de 600 anos, até que se arruinaram devido aos excessos financeiros de Sir William Forster (falecido em 1700) e ao envolvimento de um outro Thomas Forster (1683-1738) na Revolta Jacobita de 1715.
A propriedade foi adquirida por John W. Bacon em 1763. O actual palácio foi construído para ele, em 1819, segundo um desenho do arquitecto escocês William Burn.